# Catherine de Hongrie
Catherine de Hongrie (morte en 1355) est une fille du roi Charles Robert de Hongrie mais l'identité de sa mère demeure incertaine. Elle est toutefois membre de la maison capétienne d'Anjou-Sicile et une princesse hongroise.

## Origine maternelle incertaine
Certaines sources avancent que l'origine familiale de Catherine est inconnue, bien qu'il apparaisse qu'elle soit une fille du roi Charles Ier Robert. Ses grands-parents paternels étaient Charles Martel de Hongrie et Clémence de Habsbourg. Si sa mère est bien Marie de Bytom, première épouse de Charles, alors ses grands-parents maternels sont le duc Casimir de Bytom et son épouse Helena.
Après la mort de sa mère, son père Charles épouse Béatrice de Luxembourg, fille de Henri VII du Saint-Empire et sœur du roi Jean Ier de Bohême, probablement en septembre 1318. Après la mort de cette dernière en couches l'année suivante le père de Catherine se remarie avec Élisabeth de Pologne. Certains estiment que c'est Élisabeth la mère de Catherine, plutôt que Marie. Si Élisabeth est la mère de Catherine cette dernière serait demi polonaise avec comme grands-parents maternels  Władysław Ier et Edwige de Kalisz. Catherine avait une sœur, Élisabeth de Hongrie, qui aurait épousé le 8 février 1348 Bolko II d'Opole. Leur frère serait alors le roi Louis Ier de Hongrie.

## Mariage et vie postérieure
Vers le 1er juin 1338, Catherine épouse Henri II de Świdnica, fils de Bernard de Świdnica et de son épouse Cunégonde de Pologne (en). Le couple a une fille, Anne de Schweidnitz, qui épousera Charles IV du Saint-Empire et sera la mère de Venceslas de Luxembourg et Elisabeth de Bohême.
Lorsque Catherine devient veuve entre 1343 et 1345 elle élève et éduque sa fille Anne à Visegrád en Hongrie. À l'âge de 11 ans, Anne est promise à  Venceslas, le fils nouveau-né le 17 janvier 1350 et héritier présomptif de Charles IV. Après la mort du jeune héritier le 28 décembre 1351 et de sa mère Anne du Palatinat le  2 février 1353, le désormais empereur veuf demande Anne en mariage pour lui-même.
Les unions matrimoniales font partie intégrante de la stratégie de Charles et de son défunt père  Jean pour contrôler les Piast des Duchés de Silésie considérés comme « vedlejší země » c'est-à-dire : contrées voisines du royaume de Bohême. Le frère de Catherine, Louis Ier de Hongrie futur roi de Pologne, afin d'obtenir leur appui avait dalleurs accepté de renoncer à ses droits sur Świdnica en faveur de la  Maison de Luxembourg.
On ignore ce qu'il advient de Catherine après ces événements. Elle meurt en 1355, environ dix ans après son époux. Sa fille meurt lors d'un accouchement en 1362. le petit-fils de Catherine, Venceslas de Luxembourg, meurt sans enfant en 1419, avec lui s’éteint la lignée de Catherine de Hongrie.